# نولان مكدونالد
نولان مكدونالد هو لاعب هوكي الجليد كندي، ولد في 29 يوليو 1977 في ثاندر باي في كندا.

## وصلات خارجية
- نولان مكدونالد على موقع دوري الهوكي الوطني (الإنجليزية)
- نولان مكدونالد على موقع EliteProspects.com (الإنجليزية)
- نولان مكدونالد على موقع Eurohockey.com (الإنجليزية)
- نولان مكدونالد على موقع HockeyDB.com (الإنجليزية)
- نولان مكدونالد على موقع IMDb (الإنجليزية)
- نولان مكدونالد على موقع قاعدة بيانات الفيلم (الإنجليزية)